# Buigatal
Buigatal ist ein osttimoresischer Ort im Suco Bobonaro (Verwaltungsamt Bobonaro, Gemeinde Bobonaro). Das Dorf liegt im Zentrum der Aldeia Lactil, in einer Meereshöhe von 838 m, auf einem Berghang, der auf der anderen Seite steil abfällt. Eine kleine Straße führt nach Nordosten in das Dorf Lactil und dann weiter nach Bobonaro.